# Jonas Casimir von Auer
Jonas Casimir von Auer (* 1658 Pilshöfen bei Balga; † 5. März 1721)  war ein preußischer Oberst, Chef des Infanterieregiments Nr. 9 und Erbherr auf Pilshöfen (Amt Balga), Mollehnen und Lichtenfeld.

## Leben

### Militärkarriere
Auer kam schon früh zur Brandenburger Armee. Unter Kurfürst Friedrich Wilhelm I. wurde er 1701 Oberstleutnant im Infanterieregiment „Markgraf Philipp“ Nr. 12. Am 6. Oktober 1706 wurde er Oberst im Infanterieregiment „Finkenstein“ Nr. 14 und verblieb hier bis 1716. Im Jahr 1719 erhielt er vom König das Infanterieregiment „von Heyden“ Nr. 9. Dessen Inhaber blieb Auer bis zu seinem Tode.

### Familie
Auer war mit Barbara Luise von Kanitz (* 1685; † 30. Juli 1730), Tochter des Geheimrats Friedrich Wilhelm von Kanitz, verheiratet. Sie hatte mehrere Kinder darunter:
- Christoph Albrecht (* 26. Februar 1710; † 23. Juli 1794) Kammerpräsident[1] ⚭ 1735 Rosa von Mirande (1718–1790), Tochter von Johann Heinrich Mirande du Treuil (Eltern des Generals Johann Kasimir von Auer (1736–1809) und des Geheimen Regierungsrats Carl Albrecht Wilhelm von Auer (1748–1830))

## Bildnisse
Zeitgenössische Gemälde des Ehepaares sind in Geheimes Staatsarchiv Preußischer Kulturbesitz, wo auch der Nachlass der Familie von Auer verwahrt wird.